# رابین پرویتالی
رابین پرویتالی (انگلیسی: Robin Previtali؛ زادهٔ ۵ ژوئن ۱۹۸۷) بازیکن فوتبال اهل فرانسه است.
از باشگاه‌هایی که در آن بازی کرده‌است می‌توان به باشگاه فوتبال ناوال و باشگاه فوتبال سوشو اشاره کرد.